# EulerOS
EulerOS — коммерческий дистрибутив Linux, разработанный Huawei для корпоративных приложений Первый выпуск состоялся 24 сентября 2021 года..
В сентябре 2019 года Huawei также выпустила общедоступную версию EulerOS, названную OpenEuler, вместе с исходным кодом, на Gitee.

## Сервер KunLun для критически важных приложений
EulerOS 2.0, работающая на серверах Huawei KunLun для критически важных приложений, была сертифицирована на соответствие стандарту UNIX 03 The Open Group, однако срок действия сертификата истек в сентябре 2022 года/.
EulerOS/KunLun позволяет заменять центральные процессоры и модули памяти без остановки ОС . Горячая замена ЦП и памяти обеспечивается EulerOS.

## Совместимость кода с HarmonyOS
EulerOS в ядре имеет общие блоки кода с мобильной операционной системой Huawei Harmony OS. Huawei планирует унифицировать дополнительные компоненты между обеими ОС.